# رایژا علیم‌جان
رایژا علیم‌جان (قزاقی: رايزا ٴالىمجان؛ چینی: 热依扎·阿里木江؛ زادهٔ ۱۵ ژوئیه ۱۹۸۶) بازیگر اهل چین از تبار قزاق است.

## زندگی اولیه و تحصیلات
رایژا علیم‌جان در ۱۵ ژوئیه ۱۹۸۶ در منطقه هایدیان در پکن، چین به دنیا آمد. زادگاه نیاکان او شهرستان جینگهه، در ناحیه خودمختار سین‌کیانگ، چین است. مادربزرگ مادری‌اش معلم مدرسه بود و پدرش نویسنده است. او از آکادمی فیلم پکن فارغ‌التحصیل شد.

## حرفه
رایژا علیم‌جان فعالیت حرفه‌ای خود را از دوران دبیرستان به‌عنوان مدل آغاز کرد.
او نخستین نقش سینمایی خود را در فیلم دانشور عاشق ۲ در سال ۲۰۱۰ ایفا کرد و در آن نقش یک ندیمه را بر عهده داشت.
نخستین توجه عمومی نسبت به او، پس از بازی در نقش معشوقه نینگ در مجموعه تلویزیونی تاریخی همسران امپراتور در قصر در سال ۲۰۱۱ جلب شد. در سال ۲۰۱۲، او برای نخستین بار در نقش اصلی مجموعه‌ای به نام یا یا، بله می‌گویم ظاهر شد.
در سال ۲۰۱۳، در مجموعه کمدی رمانتیک سرنوشت عشق بازی کرد.
در سال ۲۰۱۴، نقش بازیگر مهمانی را در مجموعه شرلوک جوان ایفا کرد.
رایژا علیم‌جان در فیلم عاشقانهٔ جایی که فقط ما می‌دانیم به کارگردانی شو جینگ‌لی، نقش دوست‌دختر شخصیت جوک ژانگ را بازی کرد.
در سال ۲۰۱۶، در سه فیلم سینمایی نقش اصلی را بر عهده داشت: درون یا بیرون، زمان کشتن و هرگز خداحافظی نکن. همچنین نقش مکملی در مجموعه تاریخی ترانه‌ای در امتداد تاریخ داشت که اقتباسی از رمان عاشقانهٔ رودخانه‌ها و کوه‌های باشکوه نوشتهٔ لی شین بود.
در سال ۲۰۱۷، نقش اصلی زن را در فیلم کمدی رمانتیک داستانی از عشق بازی کرد و ژنگ کای نقش دوست‌پسر او را ایفا کرد. در همان سال، در مجموعه فانتزی تاریخی قبایل و امپراتوری‌ها: طوفان پیشگویی در کنار هوانگ شوان، شان دو و شو لو نقش مکمل داشت. این مجموعه توسط کائو دون کارگردانی شد.
در سال ۲۰۱۸، او نقش اصلی گو شویینگ را در مجموعه درام جنگی ملکه برفی به کارگردانی یانگ یانگ بازی کرد.
در سال ۲۰۱۹، نقش برجسته‌ای را در درام تاریخی طولانی‌ترین روز در چانگ‌آن ایفا کرد.
در سال ۲۰۲۱، نقش مکمل کلیدی در مجموعه تحسین‌شدهٔ شهر مین‌نینگ را ایفا کرد؛ مجموعه‌ای ۲۳ قسمتی که بر اساس مبارزهٔ چند دهه‌ای با فقر در منطقهٔ خودگردان نینگ‌شیا در چین ساخته شده است.